# Asenovgrad
Asenovgrad (bulgarsk: Асеновград) er en by i det syd-centrale Bulgarien med et indbyggertal på 50.728 (2024). Byen ligger i Plovdiv-provinsen, tæt ved landets næststørste by, Plovdiv.